# Rue du Surmelin
La rue du Surmelin est une voie située dans le quartier Saint-Fargeau du 20e arrondissement de Paris.

## Situation et accès
La rue du Surmelin est une voie publique située dans le 20e arrondissement de Paris. Elle débute au 90, rue Pelleport et se termine au 1, place de l'Adjudant-Vincenot.
Au 45, rue du Surmelin commence le passage du Surmelin.

## Origine du nom

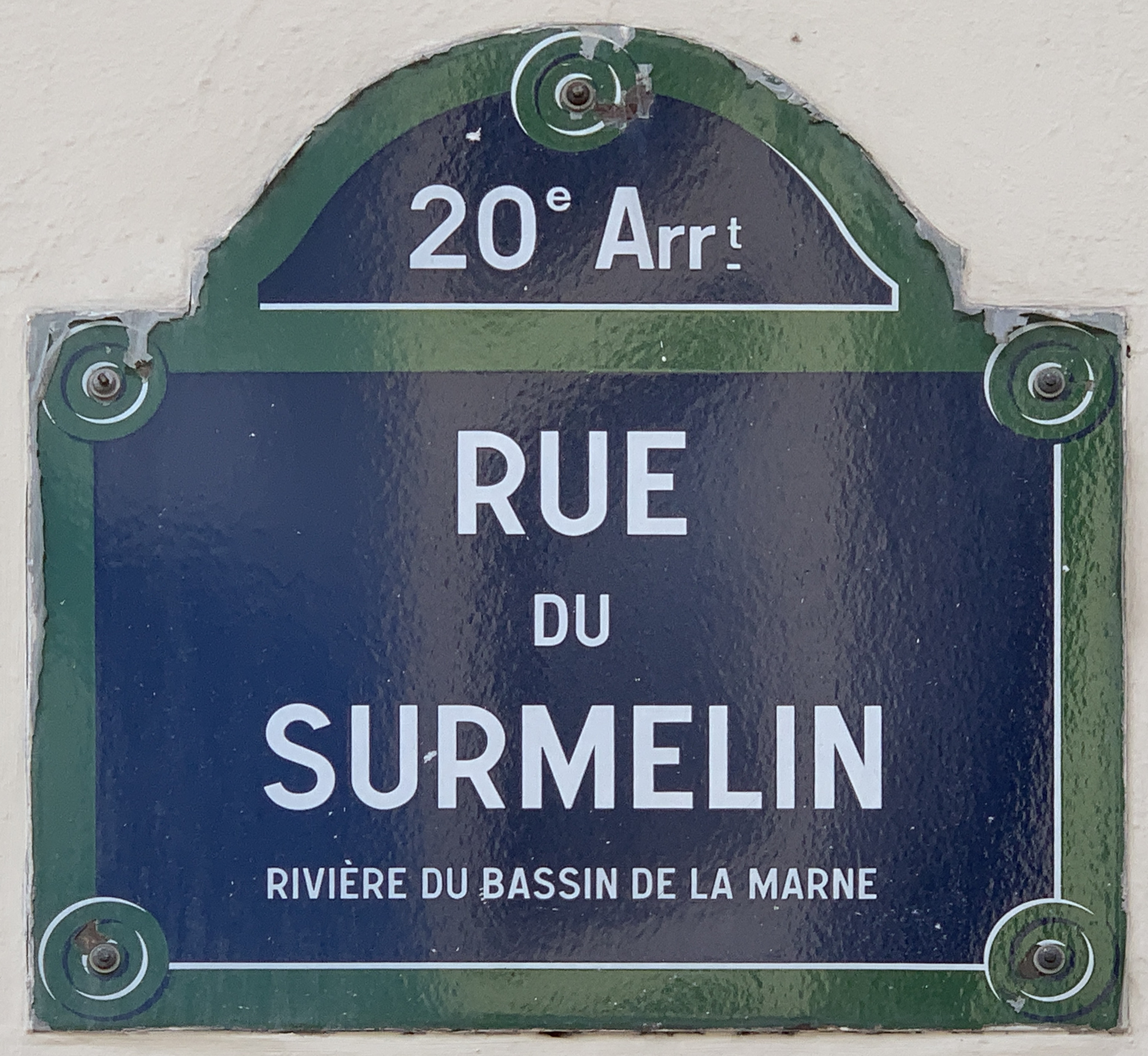
Plaque de la rue.

Sa dénomination est due au fait de la proximité du réservoir de Ménilmontant, alors alimenté par l'aqueduc de la Dhuis (affluent du Surmelin),.

## Historique
Cette voie tracée sur le plan de Roussel de 1730 était un chemin qui contournait l'enceinte sud-est du château de Ménilmontant, également appelé « château de Saint-Fargeau ». Elle s'appelait alors « chemin neuf de Ménilmontant » et marquait la limite entre les communes de Charonne et Belleville,. La partie comprise entre les rues Pelleport et Le Bua faisait partie de la « route départementale no 40 » jusqu'en 1847.
Après le rattachement de ces deux communes à Paris par la loi du 16 juin 1859, la rue est officiellement incorporée à la voirie parisienne par le décret du 23 mai 1863. 
Elle prend son nom actuel par un arrêté du 1er février 1877.
La partie de la rue du Surmelin débouchant sur le boulevard Mortier a pris le nom de « place de l'Adjudant-Vincenot » en 1935.

## Bâtiments remarquables et lieux de mémoire
- No 24 : synagogue du Mouvement juif libéral de France.
- No 45 : à l'angle de la rue et du passage du Surmelin figure une fresque de 160 m² en hommage au Groupe Manouchian, œuvre d'Artof Popof, inaugurée en 2012. La rue du Groupe-Manouchian est en effet située à proximité[6],[7].
- No 51 : réservoir de Ménilmontant[1].